# Василе Стурдза
Василе Стурдза (*8 листопада 1810 року, Бирлад — †січень 1870 року, Ясси) — державний діяч Молдови. Господар Молдовського князівства (1834-1849 роки).

## Біографія
Представник молдавського боярського роду Стурдза. Син молдавського ворника Костянтина Стурдзи, і Катерини Кантакузіно.
Здобув освіту за кордоном і в 1833 році повернувся в Молдову, де став управляти великою сімейною власністю.
У 1849 році він був обраний членом Дивана в Яссах, а в наступному році зайняв пост міністра громадських робіт. У 1856 році був обраний президентом Дивану Молдавського князівства, потім став главою національного банку Молдови (1857 рік).
У жовтні 1858 року після відсторонення від влади господаря Ніколае Воґоріде Василе Стурдза очолив молдовський уряд, ставши одним і трьох каймакамів (разом з Анастасіе Пану і Штефаном Катарджиу. А вже 20 жовтня 1858 року каймаками В. Стурдза і А. Пану відсторонили від посади Штефана Катарджиу і призначили на його місце Яна Кантакузіно).
За правління князя Александру Йоана Кузи Василе Стурдза займав посади прем'єр-міністра і міністра внутрішніх справ (17 січня 1859 року — 6 березня 1859 року).
З 14 лютого 1862 по 19 жовтня 1868 року — голова Верховного касаційного суду Румунії. 19 жовтня 1868 року Василе Стурдза вийшов у відставку і пішов з політичного життя.
У січні 1870 року 59-річний Василе Стурдза помер в Яссах.